# タール砂漠

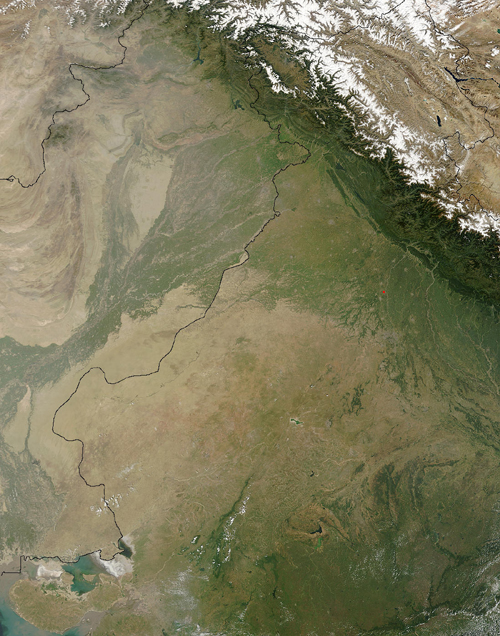
上空からの様子
画面下のカッチ大湿地は塩分が多いので白く写っている

タール砂漠 (Thar Desert)（大インド砂漠 Great Indian Desertともいう）は、インド・ラージャスターン州、パキスタン東部にある砂漠で、インダス川が砂漠の西方を流れ、流域はインダス文明が栄えた。アラビア海との間にカッチ大湿地がある。砂漠は南北650km、東西360km、面積は約200,000km2。年間降水量は250mm以下。点在するオアシスにジョードプル、ビーカーネール、ジャイサルメールなどのオアシス都市が発展している。

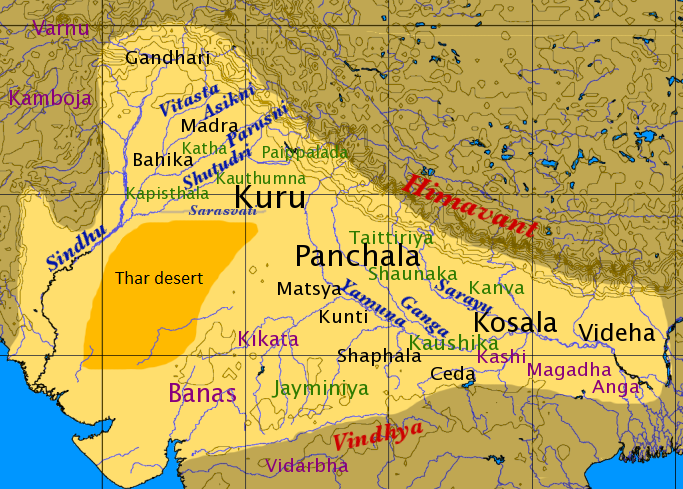
タール砂漠の位置 (オレンジ色)

砂漠で唯一の川であるルニ川が南東部を流れカッチ大湿地に注ぐ。砂漠の灌漑可能な箇所には、総延長600kmにも及ぶインディラ・ガンディー運河(en:Indira Gandhi Canal)が流れ、運河付近では灌漑農業がされているが、水位上昇・塩分増加・農地水没といった影響も出ている。
植生は、矮性の有棘植物が散在する程度となっている。
ラージャスターン州は1970年代から石油の採掘が始まり、インド陸上の大産油地になっている。
また近年は大規模な太陽光発電施設が多く建設されている。

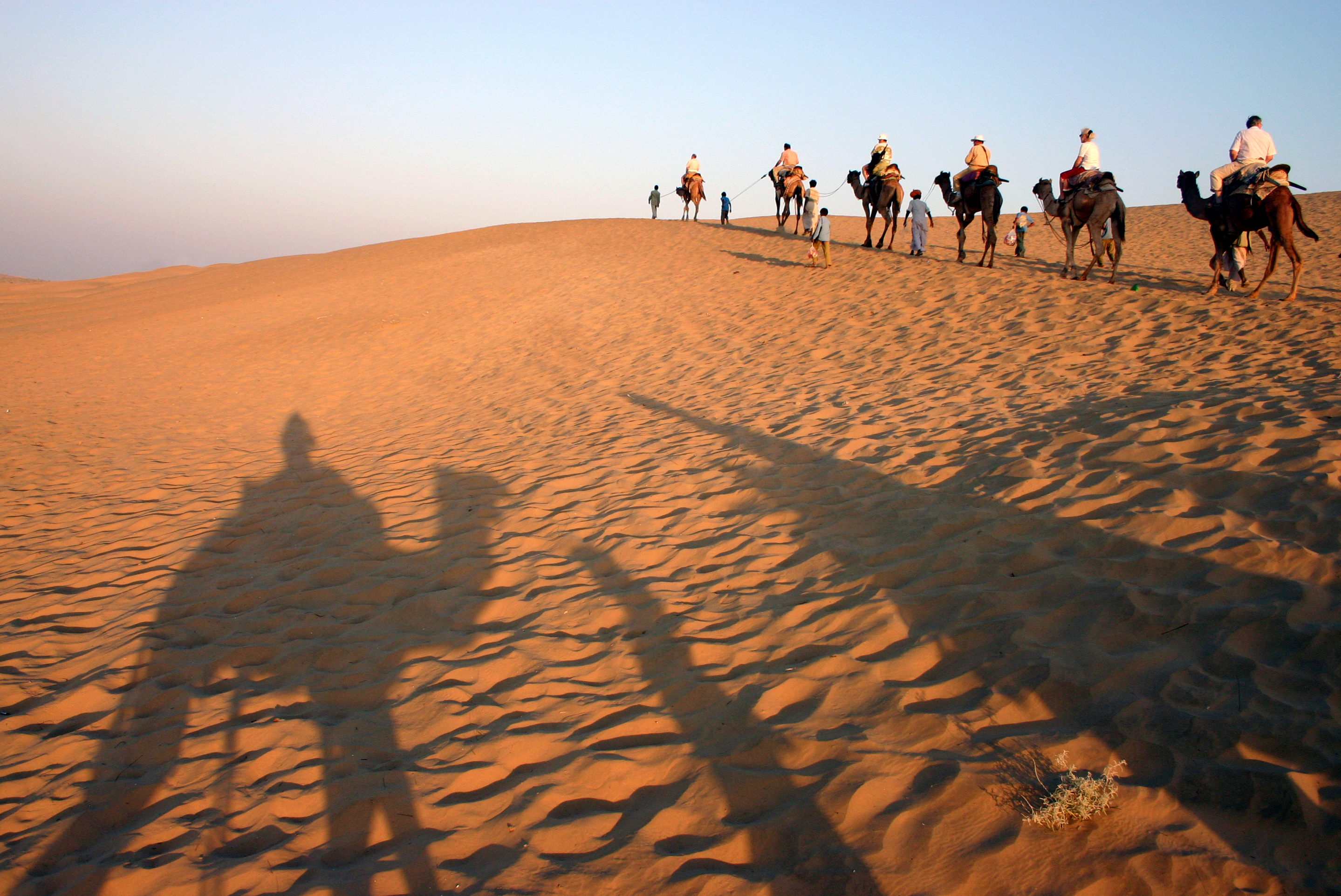
タール砂漠を渡る商隊

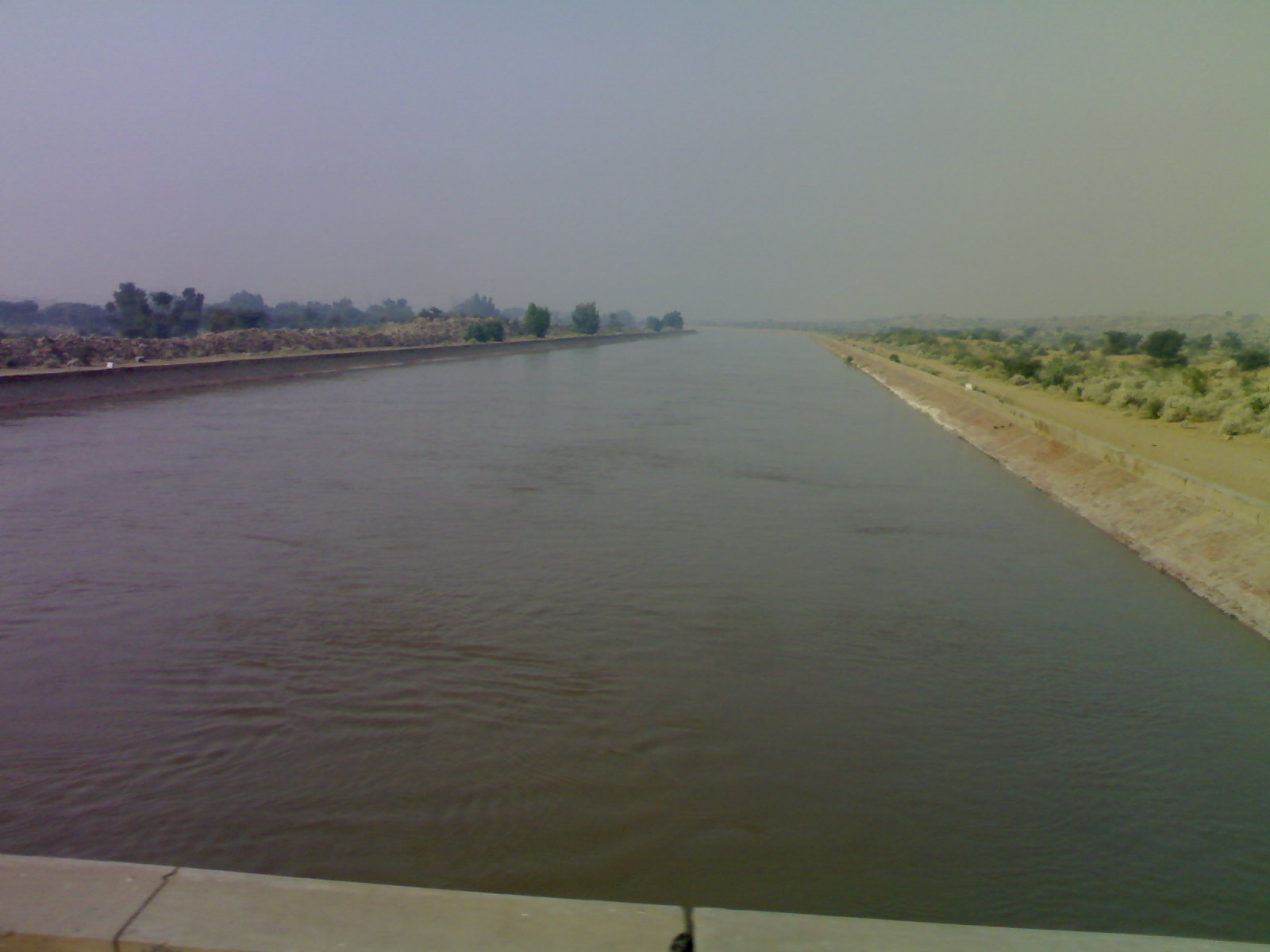
インディラ・ガンディー運河